# Gatlinburg
Gatlinburg és una població dels Estats Units a l'estat de Tennessee. Segons el cens del 2000 tenia 3.382 habitants.

## Demografia
Segons el cens del 2000, Gatlinburg tenia 3.382 habitants, 1.541 habitatges, i 990 famílies. La densitat de població era de 128,8 habitants/km².
Dels 1.541 habitatges en un 17,8% hi vivien nens de menys de 18 anys, en un 51,5% hi vivien parelles casades, en un 9% dones solteres, i en un 35,7% no eren unitats familiars. En el 29,7% dels habitatges hi vivien persones soles el 12,1% de les quals corresponia a persones de 65 anys o més que vivien soles. El nombre mitjà de persones vivint en cada habitatge era de 2,16 i el nombre mitjà de persones que vivien en cada família era de 2,64.
Per edats la població es repartia de la següent manera: un 14,9% tenia menys de 18 anys, un 6,6% entre 18 i 24, un 25,5% entre 25 i 44, un 32,8% de 45 a 60 i un 20,3% 65 anys o més.
L'edat mediana era de 47 anys. Per cada 100 dones de 18 o més anys hi havia 93,4 homes.
La renda mediana per habitatge era de 37.606$ i la renda mediana per família de 40.813$. Els homes tenien una renda mediana de 24.283$ mentre que les dones 19.250$. La renda per capita de la població era de 19.678$. Entorn del 5,8% de les famílies i el 7,1% de la població estaven per davall del llindar de pobresa.
Disposa d'una escola d'art i artesania que ofereix programes d'artistes en residència, l'Arrowmont School of Arts and Crafts.

## Poblacions més properes
El següent diagrama mostra les poblacions més properes.